# 岸上慎二
岸上 慎二（きしがみ しんじ、1908年3月26日 - 2002年1月29日）は、日本の国文学者。専門は日本中古文学。『後撰和歌集』『枕草子』の研究で知られ、特に『枕草子』の作者とされる清少納言の伝記を解明した。

## 人物・来歴
岐阜県養老郡出身。1925年、旧制日本大学中学校（現在の日本大学第一高等学校）卒業。1928年、日本大学高等師範部国語漢文科卒業。1931年、日本大学法文学部文学科卒業。1943年、日本大学農学部予科教授。1949年、日本大学文学部教授。1960年、「清少納言傳記攷」で日本大学より文学博士の学位を取得。同年、日本大学文理学部教授。1978年、定年退職、名誉教授。1980年、勲三等瑞宝章を受章。
2002年、肺炎のため、神奈川県藤沢市において没する。

## 著書
- 『清少納言伝記攷』畝傍書房、1943　のち新生社
- 『枕草子』研究社国文学古典講話)1945
- 『清少納言』 (人物叢書)吉川弘文館、1962
- 『後撰和歌集の研究と資料』新生社、1966
- 『枕草子研究』新生社、1970　のち笠間書院
- 『枕草子研究・続』（1983、笠間叢書）

### 校注・共編
- 『枕草子選釈 評註』 (紫文学評註叢書)註釈、紫乃故郷舎、1948
- 『校註源氏物語・枕草子』松尾聰共編、武蔵野書院、1948.9
- 『枕草子』編　武蔵野書院、1951
- 『後撰和歌集　爲相 自筆天福本』校、古典文庫、1957
- 『詳解竹取物語 訂正版』伊奈恒一共著、東宝書房、1957
- 『枕草子抄 類聚三巻本』編、桜楓社出版、1957.4
- 『枕草子・紫式部日記』池田亀鑑共校注「日本古典文学大系 第19」岩波書店、1958
- 『三代集新抄』有吉保共編、東寶書房、1961.4
- 『校訂新古今和歌集』橋本不美男, 有吉保共編、武蔵野書院、1964.4
- 『枕草子必携』 (日本文学必携シリーズ) 編、学灯社、1967
- 『文語文法』石井庄司共著]新月社、1967.3
- 『源氏物語 青表紙本』解説、新典社、1968
- 『枕草子』校注、明治書院、1969.4
- 『清少納言集』編、笠間書院、1972

記念論文集
- 『まくら 岸上慎二先生古稀記念論文集』田中政人[ほか] 編　日本大学文理学部国文学科枕草子研究会、1978.3